# علاج إشعاعي تجسيمي
العلاج الإشعاعي التجسيمي هو نوع من أنواع العلاج الإشعاعي الخارجي يستخدم أدوات خاصة ليتم توجيه الجرعة الإشعاعية إلى الورم المراد علاجه في جسم المريض، ويتم تقسيم الجرعة
الإشعاعية إلى كميات صغيرة تعطى للمريض في عدة أيام.
يستخدم العلاج الإشعاعي التجسيمي في علاج أورام المخ وإضرابات الدماغ الأخرى، ويجرى دراسات على إمكانية علاج أنواع أخرى لمرض السرطان مثل سرطان الرئة.
يسمى أيضا العلاج الإشعاعي الخارجي التجسيمي.

## وصلات خارجية
- Stereotactic radiation therapy entry in the public domain NCI Dictionary of Cancer Terms